# Pueblo
Pueblo és un grup de tribus, totes elles pertanyents als grups lingüístic kiowa-tano o keres, a més dels hopi (uto-asteca) i zuni (grup aïllat).

## Demografia

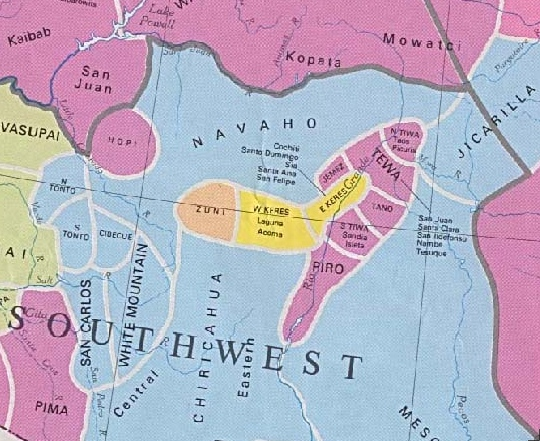
Situació dels indis pueblo

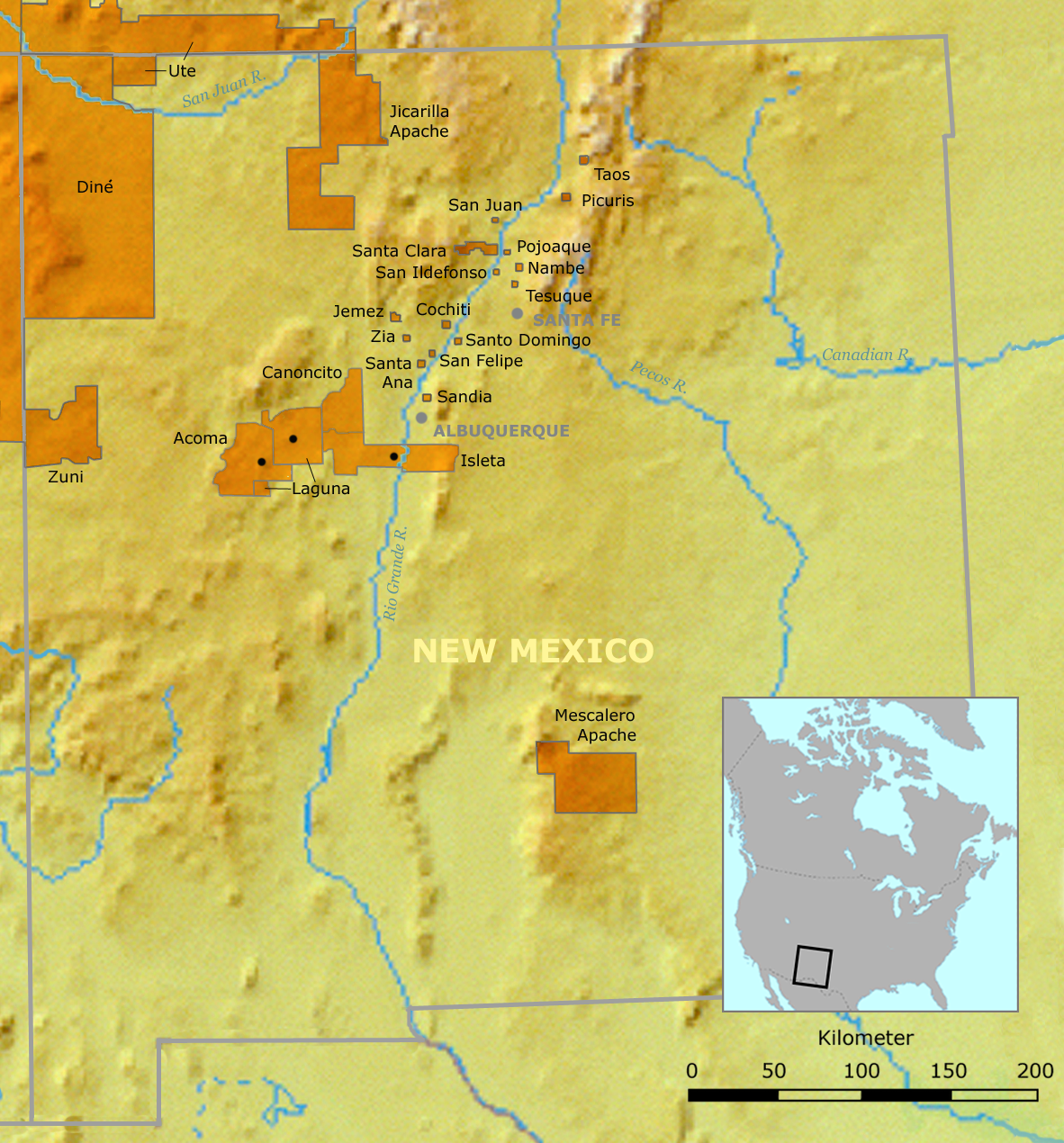
Territori dels Pueblo

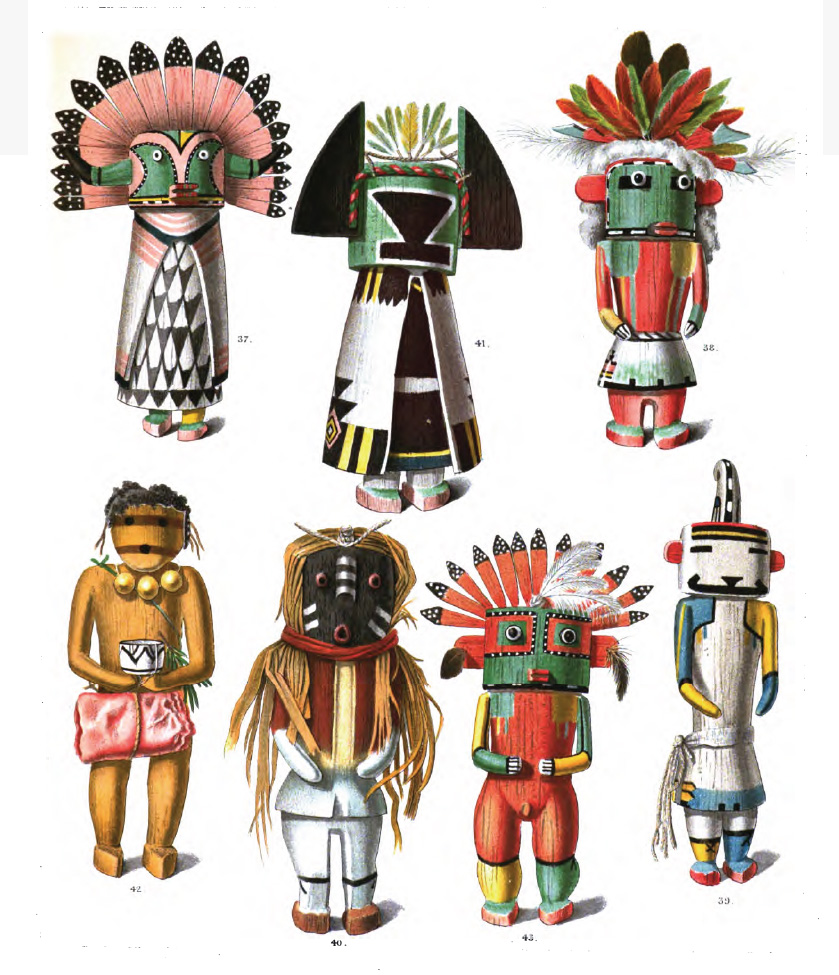
Kachina

Tots els pobles que la formen s'ubiquen al Nord de Nou Mèxic llevat els Manso i una petita fracció dels isleta, que viuen a Texas. Una part de la tribu ha emigrat a Califòrnia per qüestions econòmiques. Llevat els acoma (que viuen al comtat de Valencia, 54 milles al SO d'Alburquerque en una mesa aïllada propera al comtat de Cebolleta regats pel riu San José), laguna i Hano, els altres viuen als marges del riu Grande, entre els rius Pecos i Gila central. Els tewa al nord de Santa Fe i els Tiwa vora Alburquerque. Endemés, hi ha quatre comunitats al Rio Grande: els Ysleta del Sur i Socorro a El Paso (Texas), els Tortugas a Las Cruces (Nou Mèxic) i els de San Antonio de Senecu, vora Mèxic.En total, el 1980 hi havia 24.500 pueblo, dels quals 17.600 parlaven la seva llengua. El 1970 eren 6.342 tano, dels quals 342 vivien a Califòrnia, i 10.087 keres, dels quals 515 vivien a Califòrnia (un total de 16.429 individus). El 1950, però, eren uns 11.937 indis. Pel que fa a les dades antigues, només se sap que els acoma eren 1.500 a l'arribada dels espanyols, i que foren reduïts a 500 en el primer quart del segle xx. Segons el cens dels EUA del 2000 hi havia 48.688 individus (sense comptar hopi i zuni).
Les nacions de Pueblo han mantingut gran part de la cultura tradicional, que se centren al voltant de les pràctiques agrícoles, una comunitat unida que gira al voltant dels clans familiars i el respecte per la tradició. Els pobles han estat molt hàbils en preservar la cultura pròpia i les creences religioses bàsiques, inclòs el desenvolupament d'un enfocament sincrètic del catolicisme/cristianisme. Es desconeix el nombre exacte de pobles pueblo però, al segle XXI, es calcula que uns 35.000 Pueblo viuen a Nou Mèxic i Arizona. Les xifres no reflecteixen la quantitat molt més gran de mestissos hispans o d'altres.

## Costums
Se'ls considera com als descendents de les antigues cultures Anasazi i Mogollon, i vivien en aldees anomenades pueblos, que eren entitats polítiques autònomes, teocràcies rígides altament estructurades i dirigides per cacics (n'hi havia un de caçador i un per a la guerra) i per governadors amb ajudants o principals que formaven un consell d'ancians que tenia molta influència. Per la seva banda, els keres només tenien un cacic per poble amb un consell permanent que els assistia. A Acoma, que és una unitat socialment, política i cerimonial independent, el cacic era membre del clan antílop.
Els antropòlegs han estudiat extensament els pobles pobles i han publicat diverses classificacions de les seves subdivisions. El 1950 Fred Russell Eggan va contrastar els pobles oriental i occidental, basant-se en gran manera en les tècniques agrícoles de subsistència que utilitzaven. Els pobles occidentals o del desert del Zuni i l'Hopi s’especialitzen en agricultura en sec, en comparació amb els agricultors de reg del Pueblos orientals o del riu. Tots dos grups conreen principalment Dacsa, però la carbassa i les mongetes també han estat aliments bàsics del poble a tota la regió.
Vivien en cases de tova o pedra unides amb morter, tot formant grans unitats, d'ací el nom que els donaren els espanyols, "pueblo". Tenien el sostre pla i les habitacions quadrades, amb finestres. Com a mobiliari, només tenien perxes i mantes, no tenien pas cadires ni taules.
Els pobles de l'Oest (Acoma, laguna, hano) es dedicaven a l'agricultura de secà, i els de la conca del Rio Grande (els altres), al regadiu. També eren ramaders d'ovelles, orfebres i feien joies, nines, terrissa i cistells.
Tenien una concepció única del món: l'harmonia amb la natura. El centre del poble era una sala central o kiva on es realitzaven tots els ritus privats i comunals, amb l'ús de kachina o màscares o nines. Entre les cerimònies més importants hi havia la Dansa del Moresc dels Santa Clara i la terrissa i els tambors cochiti. Pel que fa als acoma, viuen fora de la ciutat principal i només hi tornen per celebrar les cerimònies del Solstici d'Hivern, la Dansa de la pluja d'Estiu, la Dansa de la collita i la festa del dia de Sant Esteve (2 de novembre), durant la qual els forasters no hi són convidats.
Socialment, els tewa formaven dues meitats patrilinials, estiu i hivern, que dirigien el poble mig any cadascuna. En general, es dividien en fratries sotsdividides en subgens, amb noms d'animals o de vegetals. Els acoma tenien 14 clans matriarcals, exogàmics i amb noms totèmics. L'organització religiosa se centrava en les societats de medicina. Per a les celebracions tenien fetitxes anomenats tiponi o iso (àvia), fetes de fusta i plomes amb peus. Els nens rebien el seu nom del kiwa-mungwi o cap del temple.

## Història
El territori fou llar d'algunes de les cultures més antigues dels EUA, com les de Pueblo Bonito (919-1130), formada per 500 habitacions de grans cases dividides en departaments i el sostre formats per terrasses esglaonades. Més tard foren continuades per les de Cliff Palace (1073-1272), durant la qual es va fer Acoma, i Aztec (1110-1121). La més important, però, fou l'Anasazi, cultura dels pobles de la roca, comunals i igualitaris, ramaders d'ovelles i conreadors de moresc. Destaquen els llogarrets de Betatakin i Keet Steel, així com els turons del monument national Navajo Park, amb kives i cases de 150 habitacions.
Foren descrits per primer cop pel franciscà espanyol fra Marcos de Niza el 1539, qui visità Acoma. El 1540 la ciutat dominant era Piro i hi havia uns 80 pueblo, dels quals actualment només en resten 25 o 30; aquell any foren visitats per l'espanyol Vázquez de Coronado, qui els va confondre per les Set Ciutats de Cíbola.
El 1583 Espejo visitaria Acoma. I el 1598 seran sotmesos per Oñate, qui arribarà al país amb 7.000 colons i ramat i intentarà d'aconvertir-los. Se sublevaren i mataren el seu lloctinent Juan de Zaldívar i 15 homes seus. Com a venjança, el seu germà Vicente de Zaldívar el 1599 organitzà una expedició de càstig matà la meitat dels aproximadament 3.000 acoma d'aleshores.
Cap al 1629 foren aconvertits pels franciscans, quan Juan Ramírez hi construí la primera església feta a l'estil de les cases pueblo, però només en aparença. El 1680 se sublevaren contra els espanyols comandats pels taos Popé i Saca, pel san Juan Tacú i pel san Ildefonso Francisco. Mataren 400 espanyols i 2.500 hagueren de fugir. Retornaren a les antigues creences i forma de vida. Però els espanyols, després que el 1687 el general Posada ataqués Zia, tornaren el 1692 i els sotmeteren a sang i foc. Molts dels Pueblo, però, van fugir de Nou Mèxic per unir-se als apatxe o navaho o per intentar establir-se de nou a les Grans Planes. Un dels seus assentaments s'ha trobat a Kansas, a El Quartalejo.
Els tewa emigraren des del 1700 al Río Grande i hi fundaren Hano, per tal de fugir dels atacs dels utes. Un altre grup va fugir amb els espanyols el 1688 i s'establiren a El Paso, on farien de força de xoc contra els apatxe mescalero. El 1760 els comanxe atacaren Taos, que el 1826 fou visitat per John C. Frémont. Els taos presentaren més resistència, i el 1847 se sublevaren contra el governador nord-americà de Nou Mèxic Charles Bent perquè els soldats els robaven la collita i les dones, i el mataren. Els nord-americans el 1848 atacaren el poble a canonades, mataren 150 indis en la revolta i n'executaren 16 més. El 1910 els taos se sublevaren altre cop contra els autoritats estatunidenques. Alhora, reviscolà l'artesania popular pueblo mercè la terrissaire san ildefonso María Martínez, i més tard el seu fill Popoví Da. Alhora, el 1928 es creà la reserva Acoma amb 256.000 acres (dels quals 94.156 els garantiren els espanyols el 1689). El grup dels Tigua d'El Paso (Texas) van nomenar el 1936 guerrer honorífic el president Franklin Delano Roosevelt. El 1966 l'advocat Tom Diamond demanà a la NCAI el seu reconeixement com a tribu, cosa que va fer l'estat de Texas el 1968, tot concedint-los una reserva estatal de 37 acres per a 500 persones. El 1971 s'explotà petroli en terra dels tesuque sense tenir en compte l'impacte mediambiental. Poc abans, però, el president Lyndon B. Johnson havia tornat als taos llurs terres sagrades de Blue Lake. Però els nens laguna eren malalts de càncer per culpa de l'explotació d'urani. Molts es van fer de l'AIM i lluitaren contra el lloguer de terres a les companyies minaires.

## Tribus que els formen
A. Tiwa
- I. Tiwes septentrionals
  - Taos:
  - Picuris:
- II. Tiwes Meridionals
  - Sandia
  - Isleta
  - Ysleta del Sur
- III. Piro
  - Piro

D. Tewes
- Santa Clara
- San Juan
- San Ildefonso
- Nambe
- Pojoaque
- Tesuque

E. Jemez
- Jemez

F Keres oriental
- Cochiti
- San Felipe
- Santo Domingo
- Zia:
- Santa Ana

G. Keres Occidental
- Acoma
- Laguna

H. hopi
I. Zuni